# مبنای نخستین پیدایش
مبنای نخستین پیدایش (انگلیسی: First appearance datum) که به‌اختصار FAD نیز نامیده می‌شود، اصطلاحی است که توسط زمین‌شناسان و دیرینه‌شناسان برای تعیین نخستین پیدایش گونه‌ها در پیشینه زمین‌شناختی به‌کار می‌رود. این مبناها با شناسایی قدیمی‌ترین فسیل‌های یافت‌شده تا به امروز یک گونه خاص مشخص می‌شوند. اصطلاح مبنای واپسین پیدایش یا LAD نیز برای اشاره به آخرین پیدایش گونه‌ها در پیشینه زمین‌شناختی به‌کار می‌رود.
مبنای نخستین پیدایش به‌طور گسترده در تعیین بخش‌بندی‌های مقیاس زمانی زمین‌شناسی به‌کار می‌رود. یک مبنای نخستین پیدایش مشخص می‌تواند در تعریف یک نقطه و برش چینه‌گون مرزی جهانی (GSSP) به‌کار رود. برای نمونه، آغاز اشکوب ترمادوسین در دوره اردویسین با نخستین پیدایش قیف‌دندانان (apetognathus fluctivagus) در پیشینه زمین‌شناختی مشخص می‌شود.